# Castel Gandolfo
Castel Gandolfo és una menuda localitat italiana situada a la regió del Laci, a la riba del llac Albano, a 18 km al sud-est de Roma. El municipi és molt conegut perquè hi ha la residència d'estiu del papa. Ací van morir els pontífexs Pius XII, el 1958, i Pau VI, el 1978.
La residència papal (Residenza Papale, en italià) és un edifici del segle xvii que va ser dissenyat per Carlo Maderno per al papa Urbà VIII. El Palau Papal i el xalet confrontant de Barbarini van ser afegits al complex per Pius XI.
Aquestes edificacions han gaudit de drets d'extraterritorialitat des de la signatura del Tractat del Laterà en 1929 amb Mussolini. La menuda plaça situada davant de la residència va ser rebatejada com la plaça de la Llibertat durant el moviment per la unificació italiana, després de 1870. El Palau Papal va estar deshabitat des de 1870 fins a 1929.
L'església de la parròquia dedicada a sant Tomàs va ser dissenyada per Bernini per ordre del papa Alexandre VII. Un dels edificis del pujol, conegut com el Castelli Romani, ocupa probablement el lloc on hi havia l'antiga Alba Longa, que va ser la capital de la Lliga Sabina.
El nom de la població deriva d'una fortalesa de la família ducal dels Gandolfi que la posseïa en el segle xii, i que va passar a la família dels Savelli. La Cambra Apostòlica la va comprar a aquesta darrera després en 1596 per la quantitat de 150.000 escuts.
El papa Climent VIII va ser el primer pontífex a residir en Castel Gandolfo, però la reconstrucció del vell castell va ser un projecte del papa Urbà VIII, qui va entrar en la residència el 1626. El lloc del Palau Papal, reconstruït sobre les ruïnes del castell anterior, ocupa en part els fonaments d'una residència d'estiu de l'emperador romà Domicià que ocupava 14 quilòmetres quadrats.
En el pati interior del palau hi ha un bust romà que representa Polifem, el cíclop de qui s'escapà Odisseu, que va ser trobat en el nimfeu dels jardins del xalet imperial. El palau es distingeix, a més, per la gruta artificial construïda en la boca del cràter que forma el llac Albano.

## Galeria d'imatges

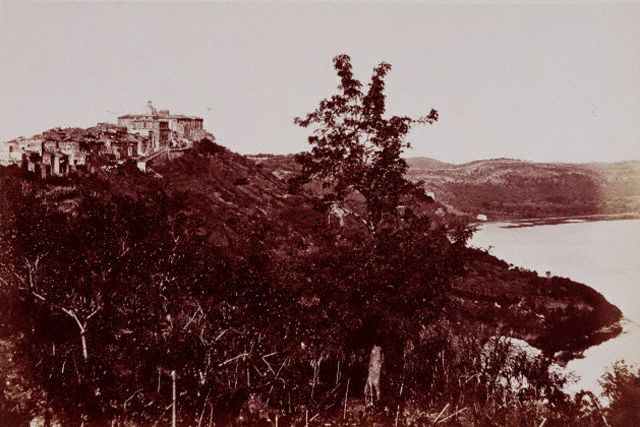
Castel Gandolfo en una foto antiga
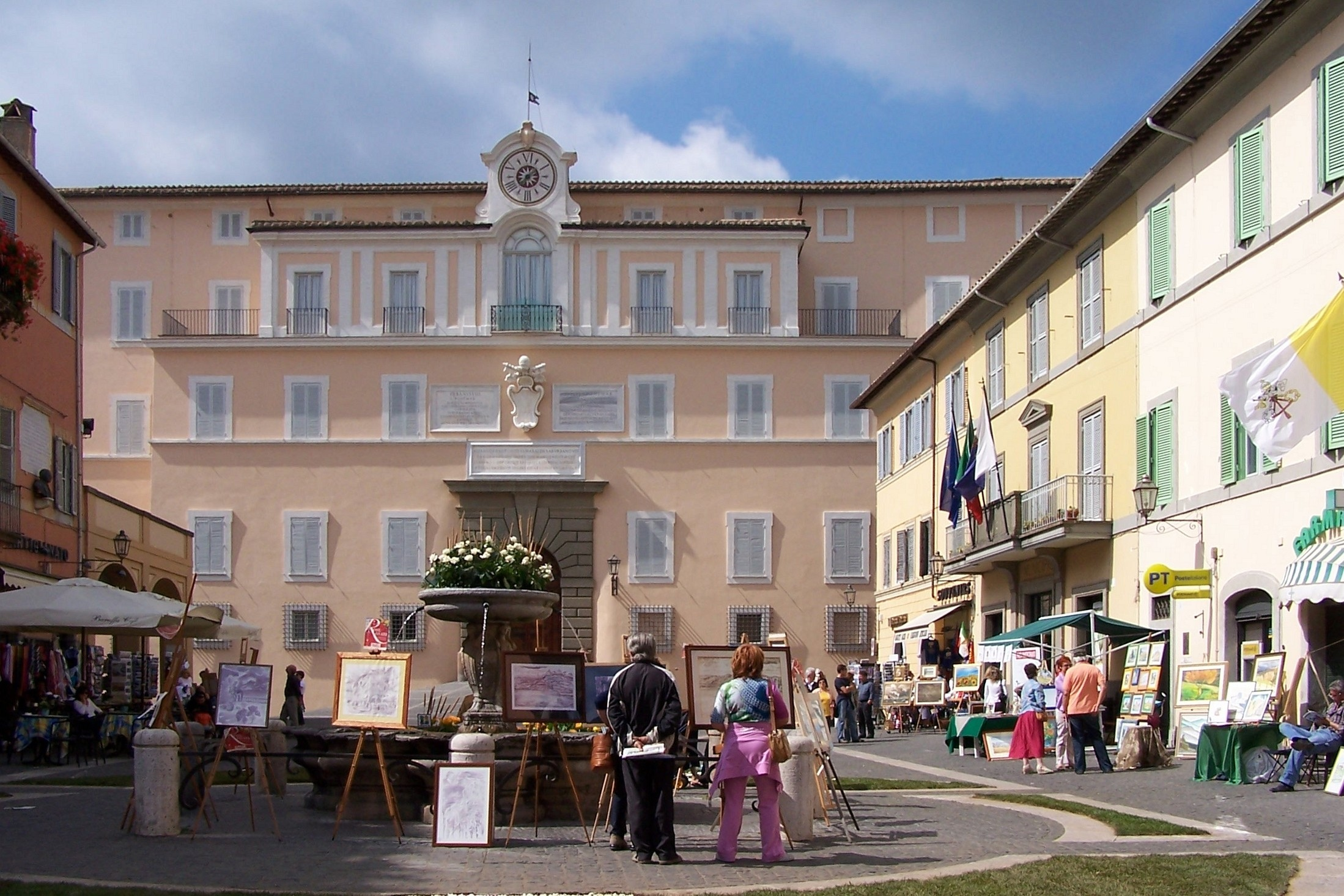
Palau de Castel Gandolfo
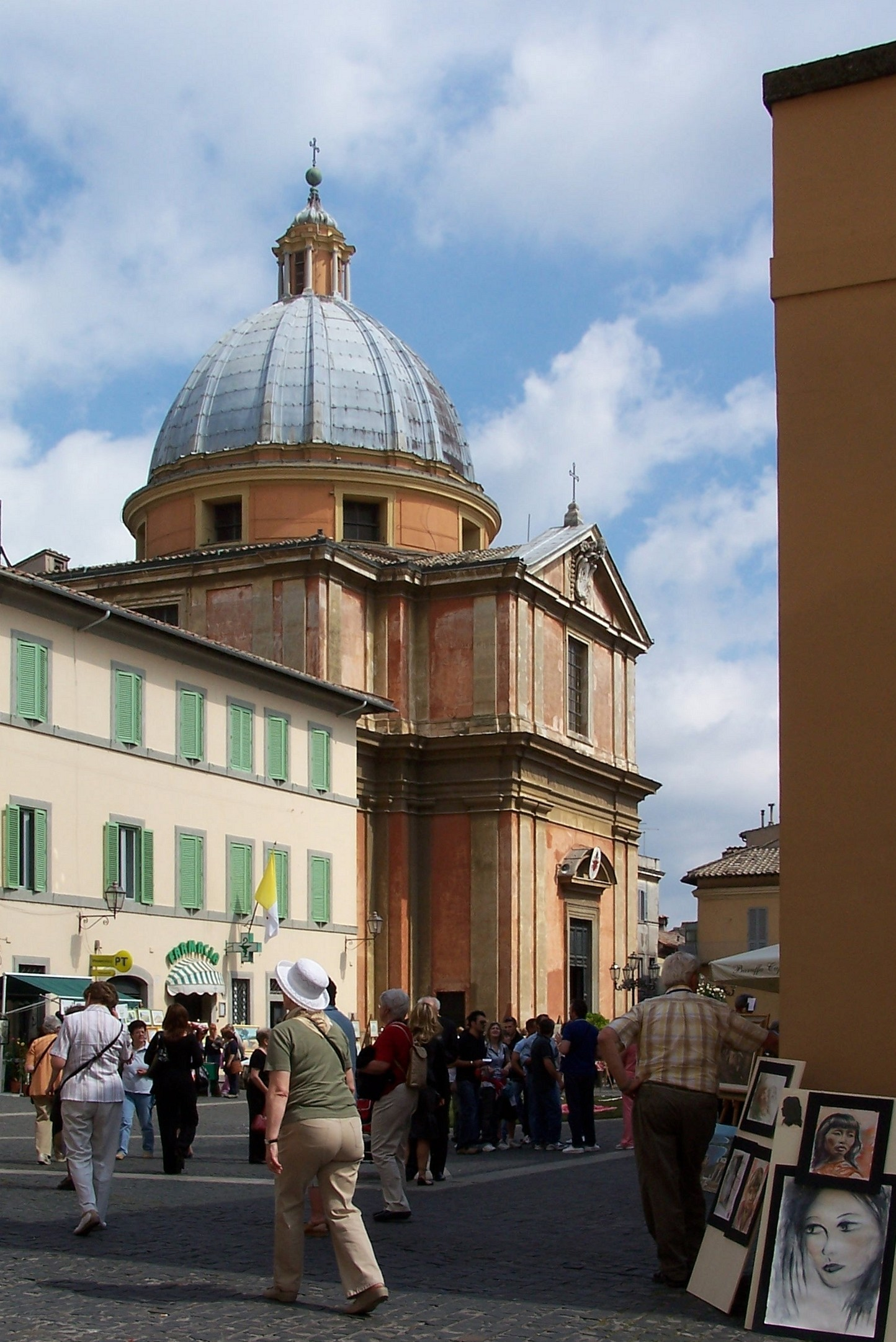
Església de San Tommaso da Villanova
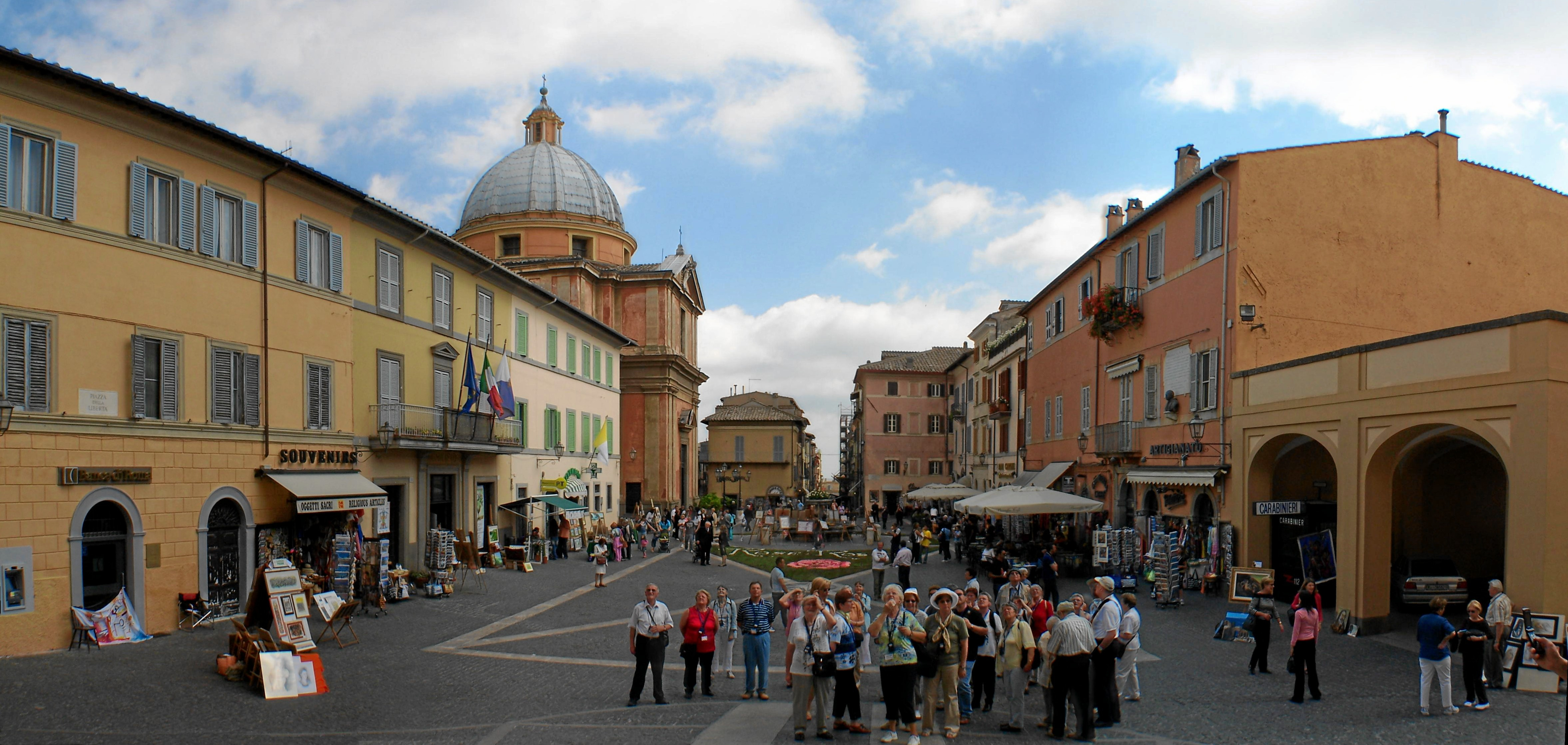
Plaça major
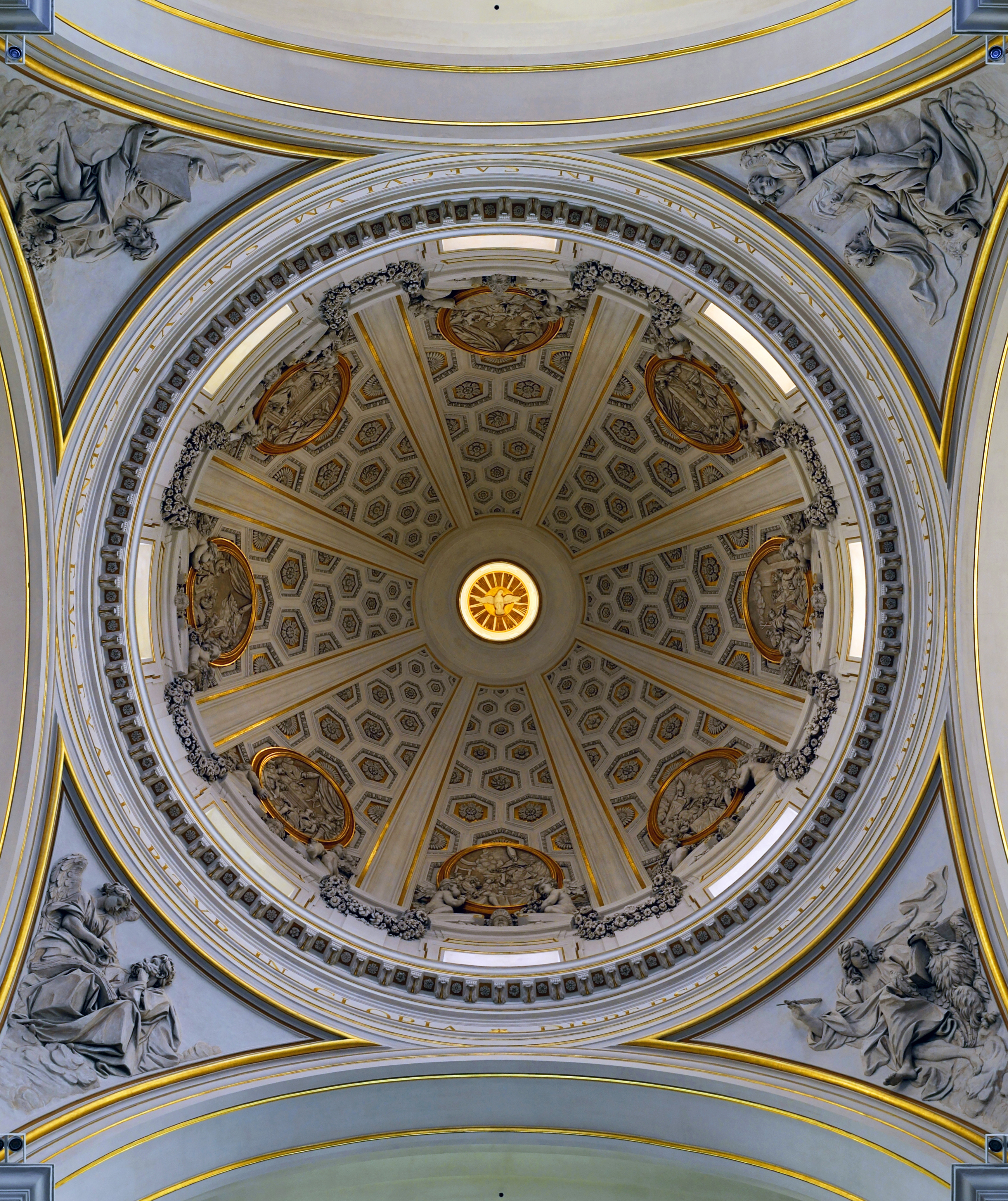
Interior de la cúpula de San Tommaso